# Kawasaki GPZ
Le GPZ sono modelli di motocicletta stradale, prodotte dalla Kawasaki in diverse cilindrate 250, 305, 400, 500, 550, 600, 750, 900, 1000 e 1100 cm³. La serie ha avuto inizio con la GPZ 550 nel 1978.

## Le varie serie

### GPZ 250
La Kawasaki GPZ 250, venne prodotta dal 1983 al 1987 in tre serie diverse e in un'unica versione, la prima serie inizia nel 1983, con una moto molto semplice, esteticamente uguale al modello di cilindrata superiore GPZ 305, con un cupolino squadrato, scarichi a trombone, sella in un unico pezzo per passeggero e pilota, molto imbottita.
La seconda serie (da qui verrà commercializzata anche come Ninja), presentata nel 1985 e prodotta fino al 1986, aveva una linea molto diversa dalla prima, con un serbatoio difficile da distinguere, dato che era completamente ricoperto dalle nuove carenature, che hanno incominciato a vestire di più la moto, facendola passare da una naked a semicarenata.
La terza serie, presentata nel solo '87 cambia ulteriormente
Le differenze da prima a seconda serie sono molte, dall'impianto frenante completamente rivisto, che all'anteriore diventa da un doppio disco a singolo, il posteriore passa da tamburo a disco, la sella ora è divisa e ce n'è una per il pilota e per il passeggero, molto meno imbottite rispetto alla prima serie e con la sella pilota molto scavata al centro, in modo da invitare la seduta corretta al pilota, il cupulino ora è unito insieme alle altre carenature ed è meno squadrato, le frecce direzionali ora sono integrate alle carene.

### GPZ 305
La Kawasaki GPZ 305, venne prodotta dal 1983 al 1990 in un'unica serie e versione "Belt Drive", con motore a piena potenza o depotenziato a 17 CV, la moto si presenta come una naked sportiva con scarichi a trombone e cupolino squadrato, mentre il serbatoio e la sella hanno linee più morbide.

### GPZ 400
La Kawasaki GPZ 400, venne prodotta dal 1983 al 1985 in un'unica serie e versione "R", con il motore a piena potenza o depotenziato a 27 CV, la moto si presenta come una sportiva molto carenata e per il tempo risultava essere una moto al top delle prestazioni per quei tempi, questa moto si presentava con una carenatura che riprendeva le livree delle vecchie MotoGP (classe 500), ma con un cupolino leggermente più grande, la sella era in un unico pezzo per pilota e passeggero.

### GPZ 500

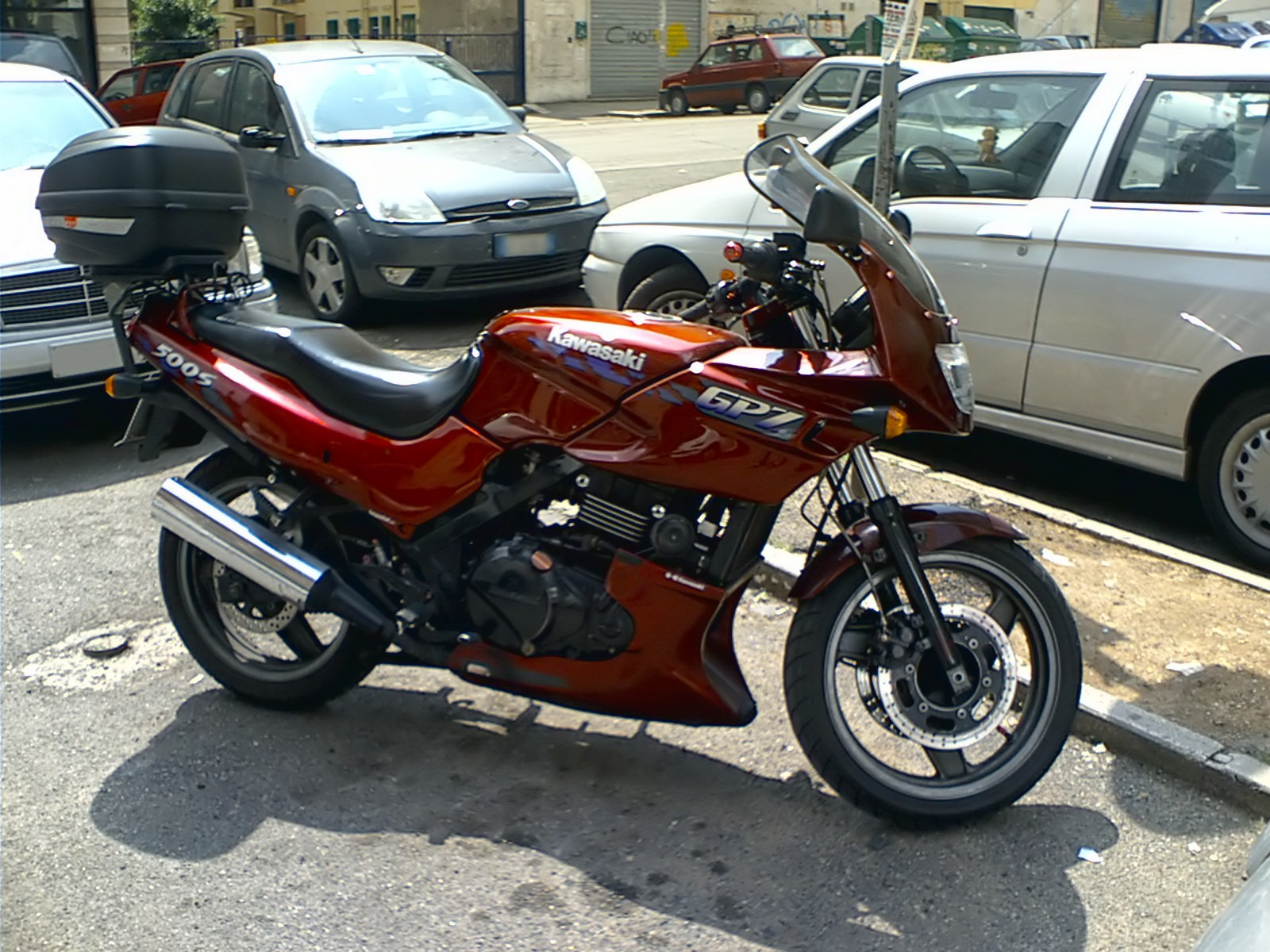
Una Kawasaki GPZ 500 S del 1994

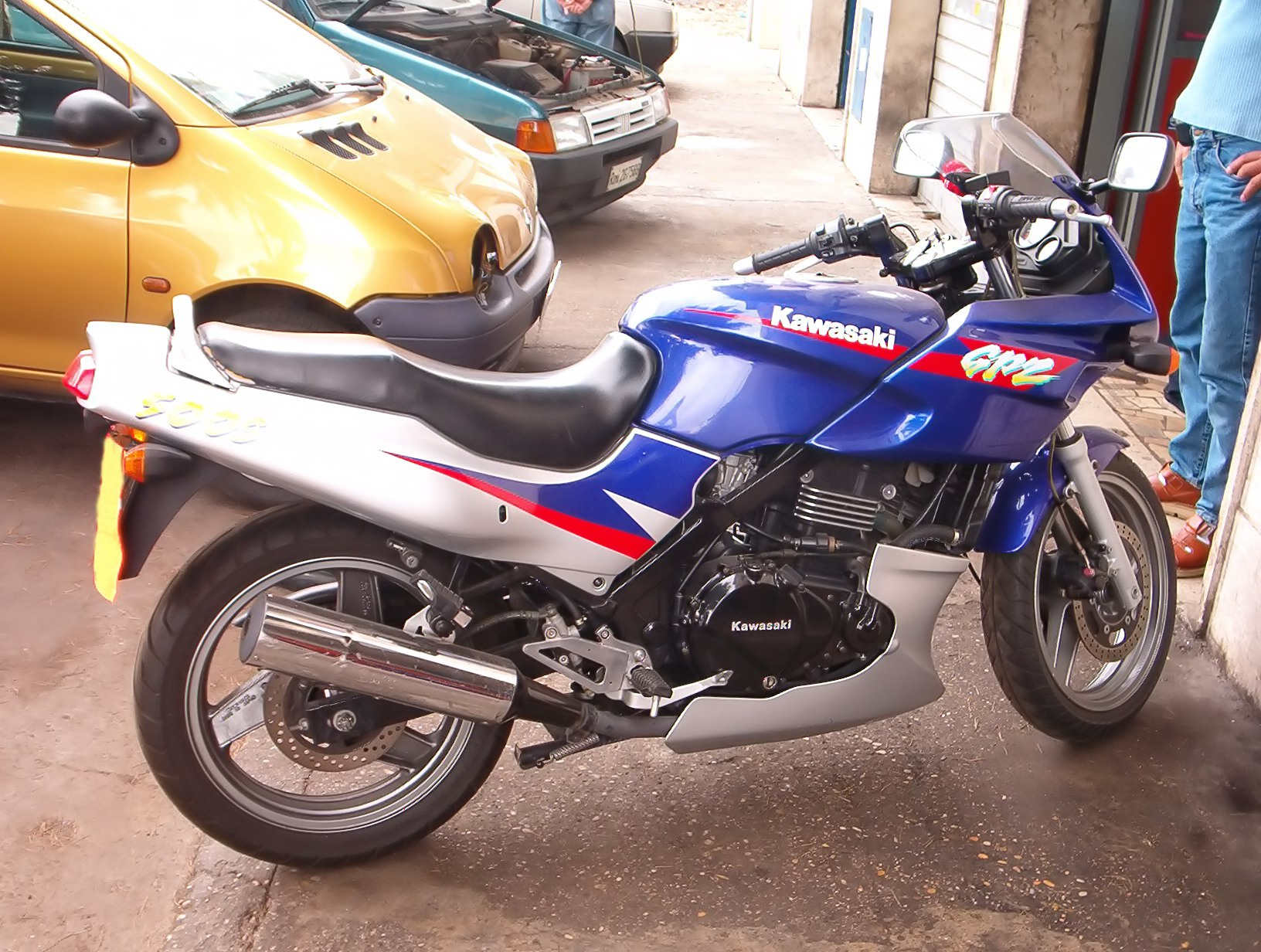
Un'altra immagine del secondo modello.

La GPZ 500 S (nota sui mercati extraeuropei anche come EX500) è una motocicletta prodotta dalla Kawasaki a partire dal 1987. Presentata al Salone di Colonia 1986, nel 1994 è stata sottoposta a un profondo restyling, dando vita alla seconda versione (commercializzata in altri stati con nome Ninja e non GPZ), ed attualmente non è più importato in Italia, dato che non è più in produzione dal 2007.
La GPZ nasce come moto sportiva ma economica. Il motore, un 500 cm³ bicilindrico in linea, è ottenuto dividendo in due il motore di una 1000 quadricilindrica (più precisamente, sul basamento della custom Z 450 LTD sono state sistemate le canne della GPZ 1000 RX).
Con il restyling del 1994 la semicarena è stata ingrandita, con grafiche più moderne e slanciate, così come il cupolino, rendendo la moto più adatta ad un uso turistico. Inoltre il freno a tamburo posteriore è stato sostituito da un freno a disco e la pinza dei dischi freni anteriori monopompante sostituita da pinze a doppio pistoncino più efficienti, la moto rimase così e viene ancora prodotta.

### GPZ 550
La Kawasaki GPZ 550 è stata prodotta in tre versioni consecutive molto diverse tra loro dall'anno 1978 all'anno 1990.

### GPZ 600
La Kawasaki GPZ 600, venne prodotta dal 1984 al 1989 in un'unica serie e versione, diverse le colorazioni:
Blu, bianco, rosso - Nero, grigio, rosso - Rosso, bianco, blu - Verde, bianco, blu - Nero, oro.
Le carenature erano molto avvolgenti, lasciavano scoperti solo i carter e parte del telaio, la sella del pilota e del passeggero erano in due pezzi separati sotto la quale si trovavano 2 sportelli per gli attrezzi e il faro rettangolare, complessivamente la linea era molto di tendenza e rispecchiava quelle adoperate nelle moto da mondiale del tempo (500 cm³).

### GPZ 750

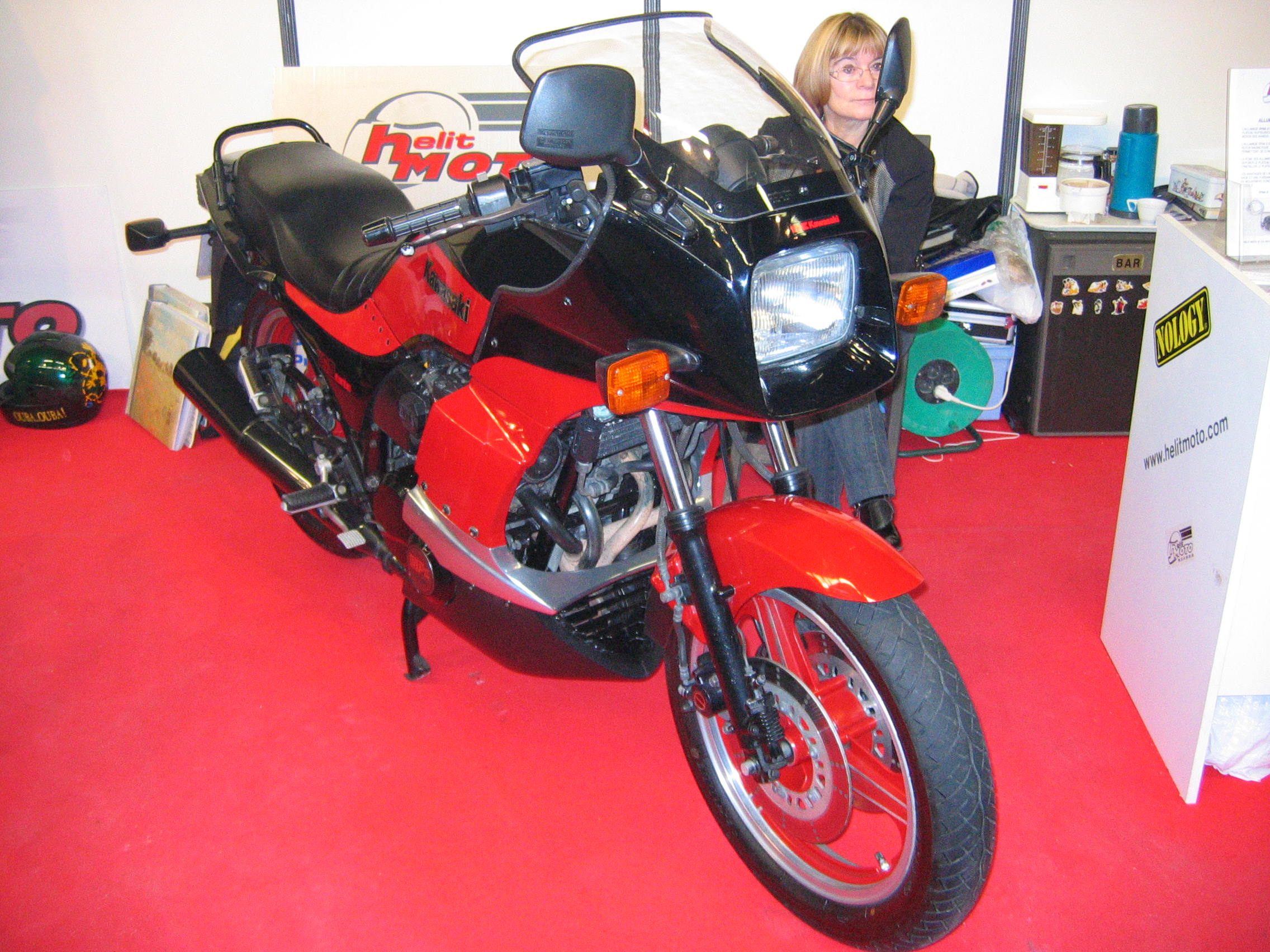
Kawasaki GPZ 750 turbo '84

La Kawasaki GPZ 750, venne prodotta dal 1983 al 1988 in un'unica serie e in due versioni, una con motore aspirato, che dai primi modelli si sviluppò la serie "R" con un motore rivisto, capace di sviluppare 98 Cv a 10.000 rpm, l'altra con motore turbo che arrivava a sviluppare addirittura 112 CV a 9.000 rpm. L'altra particolarità di questa moto era il monoammortizzatore posteriore (unitrak), che la rendeva più stabile sul misto.

### GPZ 900
La Kawasaki GPZ 900, venne prodotta dal 1984 al 1999 in 3 serie e versioni, solo la prima serie aveva la ruota anteriore da 16 pollici ed è anche l'unica ad avere un interesse storico. Le altre versioni avevano altre colorazioni e cerchi diversi, fino a l'ultima serie prodotta solo per il Giappone chiamata Ninja. La moto si presenta come una sportiva carenata, con linee molto spigolose accompagnate da linee curve, il motore è a vista ma non il telaio che è a "diamante", questa moto venne sostituita come evoluzione dal modello di cilindrata superiore.
Della 900 venne realizzata anche una versione ad alte prestazioni denominata R. La moto, successivamente soprannominata Ninja, era dotata di un propulsore 4 cilindri 16 valvole con raffreddamento ad acqua dalla potenza di 115 CV. La velocità massima era di 260 km/h.

### GPZ 1000
La Kawasaki GPZ 1000RX, venne prodotta dal 1986 al 1989 in un'unica serie e versione la RX, come evoluzione della Kawasaki GPZ 900, la moto era molto carenata, con linee squadrate e con la sella passeggero e del pilota in due parti separate, le frecce erano integrate nella carenatura e il faro era trapezoidale.

### GPZ 1100
La Kawasaki GPZ 1100, venne prodotta dal 1981 al 1998, in due serie, la prima serie, va dal 1981 al 1988, nella versione naked con la sigla finale"F 1", mentre nella versione normale (senza sigla finale) la moto era munita di carenatura che non era tutta unita, ma divisa in cupolino e puntale, andandosi a sfiorare l'un l'altro. 
Dopo un decennio di pausa, venne presentata la seconda serie dal 1995 al 1998 nella sola versione carenata, con la variante dell'impianto ABS.
Il primo modello del 1981 è stata la prima moto costruita in serie ad usare l'iniezione elettronica al posto dei carburatori.

## Caratteristiche tecniche delle varie serie
| Caratteristiche tecniche - Kawasaki GPZ 250             | Caratteristiche tecniche - Kawasaki GPZ 250                                                             | Caratteristiche tecniche - Kawasaki GPZ 250                                                             | Caratteristiche tecniche - Kawasaki GPZ 250                                                             | Caratteristiche tecniche - Kawasaki GPZ 250                                                             | Caratteristiche tecniche - Kawasaki GPZ 250                                                             |
| Dimensioni e pesi                                       | Dimensioni e pesi                                                                                       | Dimensioni e pesi                                                                                       | Dimensioni e pesi                                                                                       | Dimensioni e pesi                                                                                       | Dimensioni e pesi                                                                                       |
| ------------------------------------------------------- | --- | --- | --- | --- | --- |
| Interasse:                                              | Interasse:                                                                                              | Massa a vuoto: in ordine di marcia 165 kg                                                               | Massa a vuoto: in ordine di marcia 165 kg                                                               | Serbatoio: 17 l                                                                                         | Serbatoio: 17 l                                                                                         |
| Meccanica                                               | | | | | |
| Tipo motore: Bicilindrico a 4 tempi                     | Tipo motore: Bicilindrico a 4 tempi                                                                     | Tipo motore: Bicilindrico a 4 tempi                                                                     | Tipo motore: Bicilindrico a 4 tempi                                                                     | Raffreddamento: ad aria, dal '85 a liquido                                                              | Raffreddamento: ad aria, dal '85 a liquido                                                              |
| Cilindrata                                              | 249 cm³ (Alesaggio 55 mm, dal '85 62 × Corsa 52,4 mm, dal '85 41,2 mm)                                  | 249 cm³ (Alesaggio 55 mm, dal '85 62 × Corsa 52,4 mm, dal '85 41,2 mm)                                  | 249 cm³ (Alesaggio 55 mm, dal '85 62 × Corsa 52,4 mm, dal '85 41,2 mm)                                  | 249 cm³ (Alesaggio 55 mm, dal '85 62 × Corsa 52,4 mm, dal '85 41,2 mm)                                  | 249 cm³ (Alesaggio 55 mm, dal '85 62 × Corsa 52,4 mm, dal '85 41,2 mm)                                  |
| Distribuzione: DOHC                                     | Distribuzione: DOHC                                                                                     | Distribuzione: DOHC                                                                                     | Alimentazione:                                                                                          | Alimentazione:                                                                                          | Alimentazione:                                                                                          |
| Potenza: 33 CV a 10.500 rpm, dal '85 43 CV a 10.500 rpm | Potenza: 33 CV a 10.500 rpm, dal '85 43 CV a 10.500 rpm                                                 | Coppia:                                                                                                 | Coppia:                                                                                                 | Rapporto di compressione:                                                                               | Rapporto di compressione:                                                                               |
| Frizione: multidisco in bagno d'olio                    | Frizione: multidisco in bagno d'olio                                                                    | Frizione: multidisco in bagno d'olio                                                                    | Cambio: sequenziale a 6 marce (sempre in presa)                                                         | Cambio: sequenziale a 6 marce (sempre in presa)                                                         | Cambio: sequenziale a 6 marce (sempre in presa)                                                         |
| Accensione                                              | elettronica CDI                                                                                         | elettronica CDI                                                                                         | elettronica CDI                                                                                         | elettronica CDI                                                                                         | elettronica CDI                                                                                         |
| Trasmissione                                            | a catena                                                                                                | a catena                                                                                                | a catena                                                                                                | a catena                                                                                                | a catena                                                                                                |
| Avviamento                                              | elettrico                                                                                               | elettrico                                                                                               | elettrico                                                                                               | elettrico                                                                                               | elettrico                                                                                               |
| Ciclistica                                              | | | | | |
| Sospensioni                                             | Anteriore: forcella teleidraulica / Posteriore: monoammortizzatore con regolazione del precarico        | Anteriore: forcella teleidraulica / Posteriore: monoammortizzatore con regolazione del precarico        | Anteriore: forcella teleidraulica / Posteriore: monoammortizzatore con regolazione del precarico        | Anteriore: forcella teleidraulica / Posteriore: monoammortizzatore con regolazione del precarico        | Anteriore: forcella teleidraulica / Posteriore: monoammortizzatore con regolazione del precarico        |
| Freni                                                   | Anteriore: doppio disco, dal '85 disco singolo / Posteriore: tamburo, dal '85 disco singolo             | Anteriore: doppio disco, dal '85 disco singolo / Posteriore: tamburo, dal '85 disco singolo             | Anteriore: doppio disco, dal '85 disco singolo / Posteriore: tamburo, dal '85 disco singolo             | Anteriore: doppio disco, dal '85 disco singolo / Posteriore: tamburo, dal '85 disco singolo             | Anteriore: doppio disco, dal '85 disco singolo / Posteriore: tamburo, dal '85 disco singolo             |
| Pneumatici                                              | anteriore da 90/90 18; posteriore da 110/80 18, dal '85 anteriore da 100/80 16; posteriore da 120/80 16 | anteriore da 90/90 18; posteriore da 110/80 18, dal '85 anteriore da 100/80 16; posteriore da 120/80 16 | anteriore da 90/90 18; posteriore da 110/80 18, dal '85 anteriore da 100/80 16; posteriore da 120/80 16 | anteriore da 90/90 18; posteriore da 110/80 18, dal '85 anteriore da 100/80 16; posteriore da 120/80 16 | anteriore da 90/90 18; posteriore da 110/80 18, dal '85 anteriore da 100/80 16; posteriore da 120/80 16 |
| Fonte dei dati:                                         | | | | | |

| Caratteristiche tecniche - Kawasaki GPZ 305 | Caratteristiche tecniche - Kawasaki GPZ 305                                                      | Caratteristiche tecniche - Kawasaki GPZ 305                                                      | Caratteristiche tecniche - Kawasaki GPZ 305                                                      | Caratteristiche tecniche - Kawasaki GPZ 305                                                      | Caratteristiche tecniche - Kawasaki GPZ 305                                                      |
| Dimensioni e pesi                           | Dimensioni e pesi                                                                                | Dimensioni e pesi                                                                                | Dimensioni e pesi                                                                                | Dimensioni e pesi                                                                                | Dimensioni e pesi                                                                                |
| ------------------------------------------- | ------------------------------------------------------------------------------------------------ | ------------------------------------------------------------------------------------------------ | ------------------------------------------------------------------------------------------------ | ------------------------------------------------------------------------------------------------ | ------------------------------------------------------------------------------------------------ |
| Interasse:                                  | Interasse:                                                                                       | Massa a vuoto: in ordine di marcia 164 kg                                                        | Massa a vuoto: in ordine di marcia 164 kg                                                        | Serbatoio: 16,5 l                                                                                | Serbatoio: 16,5 l                                                                                |
| Meccanica                                   |                                                                                                  |                                                                                                  |                                                                                                  |                                                                                                  |                                                                                                  |
| Tipo motore: Bicilindrico a 4 tempi         | Tipo motore: Bicilindrico a 4 tempi                                                              | Tipo motore: Bicilindrico a 4 tempi                                                              | Tipo motore: Bicilindrico a 4 tempi                                                              | Raffreddamento: ad aria                                                                          | Raffreddamento: ad aria                                                                          |
| Cilindrata                                  | 306 cm³ (Alesaggio 61 × Corsa 52,4 mm)                                                           | 306 cm³ (Alesaggio 61 × Corsa 52,4 mm)                                                           | 306 cm³ (Alesaggio 61 × Corsa 52,4 mm)                                                           | 306 cm³ (Alesaggio 61 × Corsa 52,4 mm)                                                           | 306 cm³ (Alesaggio 61 × Corsa 52,4 mm)                                                           |
| Distribuzione: DOHC                         | Distribuzione: DOHC                                                                              | Distribuzione: DOHC                                                                              | Alimentazione:                                                                                   | Alimentazione:                                                                                   | Alimentazione:                                                                                   |
| Frizione: multidisco in bagno d'olio        | Frizione: multidisco in bagno d'olio                                                             | Frizione: multidisco in bagno d'olio                                                             | Cambio: sequenziale a 6 marce (sempre in presa)                                                  | Cambio: sequenziale a 6 marce (sempre in presa)                                                  | Cambio: sequenziale a 6 marce (sempre in presa)                                                  |
| Accensione                                  | elettronica CDI                                                                                  | elettronica CDI                                                                                  | elettronica CDI                                                                                  | elettronica CDI                                                                                  | elettronica CDI                                                                                  |
| Trasmissione                                | a catena                                                                                         | a catena                                                                                         | a catena                                                                                         | a catena                                                                                         | a catena                                                                                         |
| Avviamento                                  | elettrico                                                                                        | elettrico                                                                                        | elettrico                                                                                        | elettrico                                                                                        | elettrico                                                                                        |
| Ciclistica                                  |                                                                                                  |                                                                                                  |                                                                                                  |                                                                                                  |                                                                                                  |
| Sospensioni                                 | Anteriore: forcella teleidraulica / Posteriore: monoammortizzatore con regolazione del precarico | Anteriore: forcella teleidraulica / Posteriore: monoammortizzatore con regolazione del precarico | Anteriore: forcella teleidraulica / Posteriore: monoammortizzatore con regolazione del precarico | Anteriore: forcella teleidraulica / Posteriore: monoammortizzatore con regolazione del precarico | Anteriore: forcella teleidraulica / Posteriore: monoammortizzatore con regolazione del precarico |
| Freni                                       | Anteriore: doppio disco / Posteriore: tamburo                                                    | Anteriore: doppio disco / Posteriore: tamburo                                                    | Anteriore: doppio disco / Posteriore: tamburo                                                    | Anteriore: doppio disco / Posteriore: tamburo                                                    | Anteriore: doppio disco / Posteriore: tamburo                                                    |
| Pneumatici                                  | anteriore da 90/90 18; posteriore da 110/80 18                                                   | anteriore da 90/90 18; posteriore da 110/80 18                                                   | anteriore da 90/90 18; posteriore da 110/80 18                                                   | anteriore da 90/90 18; posteriore da 110/80 18                                                   | anteriore da 90/90 18; posteriore da 110/80 18                                                   |
| Fonte dei dati:                             |                                                                                                  |                                                                                                  |                                                                                                  |                                                                                                  |                                                                                                  |

| Caratteristiche tecniche - Kawasaki GPZ 400                                                     | Caratteristiche tecniche - Kawasaki GPZ 400                                                            | Caratteristiche tecniche - Kawasaki GPZ 400                                                            | Caratteristiche tecniche - Kawasaki GPZ 400                                                            | Caratteristiche tecniche - Kawasaki GPZ 400                                                            | Caratteristiche tecniche - Kawasaki GPZ 400                                                            |
| ----------------------------------------------------------------------------------------------- | --- | --- | --- | --- | --- |
|                                                                                                 | | | | | |
| Dimensioni e pesi                                                                               | | | | | |
| Interasse:                                                                                      | Interasse:                                                                                             | Massa a vuoto: in ordine di marcia 202 kg                                                              | Massa a vuoto: in ordine di marcia 202 kg                                                              | Serbatoio: 18 l                                                                                        | Serbatoio: 18 l                                                                                        |
| Meccanica                                                                                       | | | | | |
| Tipo motore: Quadricilindrico a 4 tempi                                                         | Tipo motore: Quadricilindrico a 4 tempi                                                                | Tipo motore: Quadricilindrico a 4 tempi                                                                | Tipo motore: Quadricilindrico a 4 tempi                                                                | Raffreddamento: ad aria                                                                                | Raffreddamento: ad aria                                                                                |
| Cilindrata                                                                                      | 399 cm³ (Alesaggio 52 mm, dal '84 55 × Corsa 47 mm, dal '84 42 mm)                                     | 399 cm³ (Alesaggio 52 mm, dal '84 55 × Corsa 47 mm, dal '84 42 mm)                                     | 399 cm³ (Alesaggio 52 mm, dal '84 55 × Corsa 47 mm, dal '84 42 mm)                                     | 399 cm³ (Alesaggio 52 mm, dal '84 55 × Corsa 47 mm, dal '84 42 mm)                                     | 399 cm³ (Alesaggio 52 mm, dal '84 55 × Corsa 47 mm, dal '84 42 mm)                                     |
| Distribuzione: DOHC                                                                             | Distribuzione: DOHC                                                                                    | Distribuzione: DOHC                                                                                    | Alimentazione:                                                                                         | Alimentazione:                                                                                         | Alimentazione:                                                                                         |
| Potenza: 50 CV a 10.500 rpm la versione normale, 27 CV a 9.000 rpm per la versione depotenziata | Potenza: 50 CV a 10.500 rpm la versione normale, 27 CV a 9.000 rpm per la versione depotenziata        | Coppia:                                                                                                | Coppia:                                                                                                | Rapporto di compressione:                                                                              | Rapporto di compressione:                                                                              |
| Frizione: multidisco in bagno d'olio                                                            | Frizione: multidisco in bagno d'olio                                                                   | Frizione: multidisco in bagno d'olio                                                                   | Cambio: sequenziale a 6 marce (sempre in presa)                                                        | Cambio: sequenziale a 6 marce (sempre in presa)                                                        | Cambio: sequenziale a 6 marce (sempre in presa)                                                        |
| Accensione                                                                                      | elettronica CDI                                                                                        | elettronica CDI                                                                                        | elettronica CDI                                                                                        | elettronica CDI                                                                                        | elettronica CDI                                                                                        |
| Trasmissione                                                                                    | a catena                                                                                               | a catena                                                                                               | a catena                                                                                               | a catena                                                                                               | a catena                                                                                               |
| Avviamento                                                                                      | elettrico                                                                                              | elettrico                                                                                              | elettrico                                                                                              | elettrico                                                                                              | elettrico                                                                                              |
| Ciclistica                                                                                      | | | | | |
| Sospensioni                                                                                     | Anteriore: forcella teleidraulica / Posteriore: monoammortizzatore con regolazione del precarico       | Anteriore: forcella teleidraulica / Posteriore: monoammortizzatore con regolazione del precarico       | Anteriore: forcella teleidraulica / Posteriore: monoammortizzatore con regolazione del precarico       | Anteriore: forcella teleidraulica / Posteriore: monoammortizzatore con regolazione del precarico       | Anteriore: forcella teleidraulica / Posteriore: monoammortizzatore con regolazione del precarico       |
| Freni                                                                                           | Anteriore: doppio disco / Posteriore: disco singolo                                                    | Anteriore: doppio disco / Posteriore: disco singolo                                                    | Anteriore: doppio disco / Posteriore: disco singolo                                                    | Anteriore: doppio disco / Posteriore: disco singolo                                                    | Anteriore: doppio disco / Posteriore: disco singolo                                                    |
| Pneumatici                                                                                      | anteriore da 90/90 1; posteriore da 110/90 18, dal '84 anteriore da 110/90 18; posteriore da 110/80 18 | anteriore da 90/90 1; posteriore da 110/90 18, dal '84 anteriore da 110/90 18; posteriore da 110/80 18 | anteriore da 90/90 1; posteriore da 110/90 18, dal '84 anteriore da 110/90 18; posteriore da 110/80 18 | anteriore da 90/90 1; posteriore da 110/90 18, dal '84 anteriore da 110/90 18; posteriore da 110/80 18 | anteriore da 90/90 1; posteriore da 110/90 18, dal '84 anteriore da 110/90 18; posteriore da 110/80 18 |
| Fonte dei dati:                                                                                 | | | | | |

| Caratteristiche tecniche - Kawasaki GPZ 500 S - 1987       | Caratteristiche tecniche - Kawasaki GPZ 500 S - 1987                                                                                              | Caratteristiche tecniche - Kawasaki GPZ 500 S - 1987                                                                                              | Caratteristiche tecniche - Kawasaki GPZ 500 S - 1987                                                                                              | Caratteristiche tecniche - Kawasaki GPZ 500 S - 1987                                                                                              | Caratteristiche tecniche - Kawasaki GPZ 500 S - 1987                                                                                              |
| Dimensioni e pesi                                          | Dimensioni e pesi | Dimensioni e pesi | Dimensioni e pesi | Dimensioni e pesi | Dimensioni e pesi |
| ---------------------------------------------------------- | --- | --- | --- | --- | --- |
| Ingombri (lungh.×largh.×alt.)                              | 2125 × 675 × 1165 mm | 2125 × 675 × 1165 mm | 2125 × 675 × 1165 mm | 2125 × 675 × 1165 mm | 2125 × 675 × 1165 mm |
| Altezze                                                    | Sella: mm - Minima da terra: 120 mm | Sella: mm - Minima da terra: 120 mm | Sella: mm - Minima da terra: 120 mm | Sella: mm - Minima da terra: 120 mm | Sella: mm - Minima da terra: 120 mm |
| Interasse: 1440 mm                                         | Interasse: 1440 mm | Massa a vuoto: 169 kg | Massa a vuoto: 169 kg | Serbatoio: 18 l | Serbatoio: 18 l |
| Meccanica                                                  | | | | | |
| Tipo motore: Bicilindrico parallelo a 4 tempi frontemarcia | Tipo motore: Bicilindrico parallelo a 4 tempi frontemarcia                                                                                        | Tipo motore: Bicilindrico parallelo a 4 tempi frontemarcia                                                                                        | Tipo motore: Bicilindrico parallelo a 4 tempi frontemarcia                                                                                        | Raffreddamento: a liquido | Raffreddamento: a liquido |
| Cilindrata                                                 | 498 cm³ (Alesaggio 74 × Corsa 58 mm) | 498 cm³ (Alesaggio 74 × Corsa 58 mm) | 498 cm³ (Alesaggio 74 × Corsa 58 mm) | 498 cm³ (Alesaggio 74 × Corsa 58 mm) | 498 cm³ (Alesaggio 74 × Corsa 58 mm) |
| Distribuzione: bialbero a 8 valvole                        | Distribuzione: bialbero a 8 valvole | Distribuzione: bialbero a 8 valvole | Alimentazione: due carburatori Keihin CVK 34 a depressione                                                                                        | Alimentazione: due carburatori Keihin CVK 34 a depressione                                                                                        | Alimentazione: due carburatori Keihin CVK 34 a depressione                                                                                        |
| Potenza: 60 CV (43.8 kW) a 9800 giri/min                   | Potenza: 60 CV (43.8 kW) a 9800 giri/min | Coppia: 4,7 kgm a 8500 giri/min | Coppia: 4,7 kgm a 8500 giri/min | Rapporto di compressione: 10,8:1 | Rapporto di compressione: 10,8:1 |
| Frizione: multidisco in bagno d'olio                       | Frizione: multidisco in bagno d'olio | Frizione: multidisco in bagno d'olio | Cambio: 6 marce a pedale; rapporti: 1°: 14/36 (2,57) 2°: 18/32 (1,78) 3°: 21/29 (1,38) 4°: 24/27 (1,13) 5°: 26/25 (0,96) 6°: 27/23 (0,85)         | Cambio: 6 marce a pedale; rapporti: 1°: 14/36 (2,57) 2°: 18/32 (1,78) 3°: 21/29 (1,38) 4°: 24/27 (1,13) 5°: 26/25 (0,96) 6°: 27/23 (0,85)         | Cambio: 6 marce a pedale; rapporti: 1°: 14/36 (2,57) 2°: 18/32 (1,78) 3°: 21/29 (1,38) 4°: 24/27 (1,13) 5°: 26/25 (0,96) 6°: 27/23 (0,85)         |
| Accensione                                                 | elettronica transistorizzata ad anticipo automatico                                                                                               | elettronica transistorizzata ad anticipo automatico                                                                                               | elettronica transistorizzata ad anticipo automatico                                                                                               | elettronica transistorizzata ad anticipo automatico                                                                                               | elettronica transistorizzata ad anticipo automatico                                                                                               |
| Trasmissione                                               | primaria a catena Morse, rapporto 61/23 (2,65); secondaria a catena sigillata, rapporto 42/16 (2,62)                                              | primaria a catena Morse, rapporto 61/23 (2,65); secondaria a catena sigillata, rapporto 42/16 (2,62)                                              | primaria a catena Morse, rapporto 61/23 (2,65); secondaria a catena sigillata, rapporto 42/16 (2,62)                                              | primaria a catena Morse, rapporto 61/23 (2,65); secondaria a catena sigillata, rapporto 42/16 (2,62)                                              | primaria a catena Morse, rapporto 61/23 (2,65); secondaria a catena sigillata, rapporto 42/16 (2,62)                                              |
| Avviamento                                                 | elettrico | elettrico | elettrico | elettrico | elettrico |
| Ciclistica                                                 | | | | | |
| Telaio                                                     | doppia culla perimetrale in tubi d'acciaio | doppia culla perimetrale in tubi d'acciaio | doppia culla perimetrale in tubi d'acciaio | doppia culla perimetrale in tubi d'acciaio | doppia culla perimetrale in tubi d'acciaio |
| Sospensioni                                                | Anteriore: forcella teleidraulica da 36 mm / Posteriore: forcellone oscillante e monoammortizzatore (sistema "Uni-Trak") regolabile nel precarico | Anteriore: forcella teleidraulica da 36 mm / Posteriore: forcellone oscillante e monoammortizzatore (sistema "Uni-Trak") regolabile nel precarico | Anteriore: forcella teleidraulica da 36 mm / Posteriore: forcellone oscillante e monoammortizzatore (sistema "Uni-Trak") regolabile nel precarico | Anteriore: forcella teleidraulica da 36 mm / Posteriore: forcellone oscillante e monoammortizzatore (sistema "Uni-Trak") regolabile nel precarico | Anteriore: forcella teleidraulica da 36 mm / Posteriore: forcellone oscillante e monoammortizzatore (sistema "Uni-Trak") regolabile nel precarico |
| Freni                                                      | Anteriore: disco singolo da 280 mm / Posteriore: tamburo da 160 mm                                                                                | Anteriore: disco singolo da 280 mm / Posteriore: tamburo da 160 mm                                                                                | Anteriore: disco singolo da 280 mm / Posteriore: tamburo da 160 mm                                                                                | Anteriore: disco singolo da 280 mm / Posteriore: tamburo da 160 mm                                                                                | Anteriore: disco singolo da 280 mm / Posteriore: tamburo da 160 mm                                                                                |
| Pneumatici                                                 | anteriore da 100/90-16" 54H; posteriore da 120/90-16" 63H                                                                                         | anteriore da 100/90-16" 54H; posteriore da 120/90-16" 63H                                                                                         | anteriore da 100/90-16" 54H; posteriore da 120/90-16" 63H                                                                                         | anteriore da 100/90-16" 54H; posteriore da 120/90-16" 63H                                                                                         | anteriore da 100/90-16" 54H; posteriore da 120/90-16" 63H                                                                                         |
| Prestazioni dichiarate                                     | | | | | |
| Velocità massima                                           | 200 km/h | 200 km/h | 200 km/h | 200 km/h | 200 km/h |
| Accelerazione                                              | 400 metri da fermo in 12,5 s | 400 metri da fermo in 12,5 s | 400 metri da fermo in 12,5 s | 400 metri da fermo in 12,5 s | 400 metri da fermo in 12,5 s |
| Consumo                                                    | 18 km/l | 18 km/l | 18 km/l | 18 km/l | 18 km/l |
| Fonte dei dati: Motociclismo 5/1987                        | | | | | |

| Caratteristiche tecniche - Kawasaki GPZ 600 '87 | Caratteristiche tecniche - Kawasaki GPZ 600 '87                                                           | Caratteristiche tecniche - Kawasaki GPZ 600 '87                                                           | Caratteristiche tecniche - Kawasaki GPZ 600 '87 | Caratteristiche tecniche - Kawasaki GPZ 600 '87 | Caratteristiche tecniche - Kawasaki GPZ 600 '87 |
| ----------------------------------------------- | --- | --- | --- | --- | --- |
|                                                 | | | | | |
| Dimensioni e pesi                               | | | | | |
| Altezze                                         | Sella: 755 mm - Minima da terra: 115 mm                                                                   | Sella: 755 mm - Minima da terra: 115 mm                                                                   | Sella: 755 mm - Minima da terra: 115 mm | Sella: 755 mm - Minima da terra: 115 mm | Sella: 755 mm - Minima da terra: 115 mm |
| Interasse: 1425 mm                              | Interasse: 1425 mm                                                                                        | Massa a vuoto: in ordine di marcia 217 kg                                                                 | Massa a vuoto: in ordine di marcia 217 kg | Serbatoio: 18 l | Serbatoio: 18 l |
| Meccanica                                       | | | | | |
| Tipo motore: Quadricilindrico a 4 tempi         | Tipo motore: Quadricilindrico a 4 tempi                                                                   | Tipo motore: Quadricilindrico a 4 tempi                                                                   | Tipo motore: Quadricilindrico a 4 tempi | Raffreddamento: a liquido | Raffreddamento: a liquido |
| Cilindrata                                      | 592 cm³ (Alesaggio 60 × Corsa 52,4 mm)                                                                    | 592 cm³ (Alesaggio 60 × Corsa 52,4 mm)                                                                    | 592 cm³ (Alesaggio 60 × Corsa 52,4 mm) | 592 cm³ (Alesaggio 60 × Corsa 52,4 mm) | 592 cm³ (Alesaggio 60 × Corsa 52,4 mm) |
| Distribuzione: DOHC                             | Distribuzione: DOHC                                                                                       | Distribuzione: DOHC                                                                                       | Alimentazione: Carburatore Keihin CVK 32 | Alimentazione: Carburatore Keihin CVK 32 | Alimentazione: Carburatore Keihin CVK 32 |
| Potenza: 75 cv (54.7 kW)) a 10.500 rpm          | Potenza: 75 cv (54.7 kW)) a 10.500 rpm                                                                    | Coppia:                                                                                                   | Coppia: | Rapporto di compressione: 11,7:1 | Rapporto di compressione: 11,7:1 |
| Frizione: multidisco in bagno d'olio            | Frizione: multidisco in bagno d'olio                                                                      | Frizione: multidisco in bagno d'olio                                                                      | Cambio: sequenziale a 6 marce (sempre in presa) 1°: 14/36 (2,57) 2°: 18/32 (1,78) 3°: 21/29 (1,38) 4°: 24/27 (1,13) 5°: 26/25 (0,96) 6°: 27/23 (0,85) | Cambio: sequenziale a 6 marce (sempre in presa) 1°: 14/36 (2,57) 2°: 18/32 (1,78) 3°: 21/29 (1,38) 4°: 24/27 (1,13) 5°: 26/25 (0,96) 6°: 27/23 (0,85) | Cambio: sequenziale a 6 marce (sempre in presa) 1°: 14/36 (2,57) 2°: 18/32 (1,78) 3°: 21/29 (1,38) 4°: 24/27 (1,13) 5°: 26/25 (0,96) 6°: 27/23 (0,85) |
| Accensione                                      | elettronica TCI                                                                                           | elettronica TCI                                                                                           | elettronica TCI | elettronica TCI | elettronica TCI |
| Trasmissione                                    | Primaria a cascata d'ingranaggi 28/63 e 23/27 (2,64); Secondaria a catena 15/39 (2,60)                    | Primaria a cascata d'ingranaggi 28/63 e 23/27 (2,64); Secondaria a catena 15/39 (2,60)                    | Primaria a cascata d'ingranaggi 28/63 e 23/27 (2,64); Secondaria a catena 15/39 (2,60)                                                                | Primaria a cascata d'ingranaggi 28/63 e 23/27 (2,64); Secondaria a catena 15/39 (2,60)                                                                | Primaria a cascata d'ingranaggi 28/63 e 23/27 (2,64); Secondaria a catena 15/39 (2,60)                                                                |
| Avviamento                                      | elettrico                                                                                                 | elettrico                                                                                                 | elettrico | elettrico | elettrico |
| Ciclistica                                      | | | | | |
| Sospensioni                                     | Anteriore: forcella teleidraulica da 37 mm / Posteriore: monoammortizzatore con regolazione del precarico | Anteriore: forcella teleidraulica da 37 mm / Posteriore: monoammortizzatore con regolazione del precarico | Anteriore: forcella teleidraulica da 37 mm / Posteriore: monoammortizzatore con regolazione del precarico                                             | Anteriore: forcella teleidraulica da 37 mm / Posteriore: monoammortizzatore con regolazione del precarico                                             | Anteriore: forcella teleidraulica da 37 mm / Posteriore: monoammortizzatore con regolazione del precarico                                             |
| Freni                                           | Anteriore: doppio disco / Posteriore: disco singolo                                                       | Anteriore: doppio disco / Posteriore: disco singolo                                                       | Anteriore: doppio disco / Posteriore: disco singolo                                                                                                   | Anteriore: doppio disco / Posteriore: disco singolo                                                                                                   | Anteriore: doppio disco / Posteriore: disco singolo                                                                                                   |
| Pneumatici                                      | anteriore da 110/90 16; posteriore da 130/90 16                                                           | anteriore da 110/90 16; posteriore da 130/90 16                                                           | anteriore da 110/90 16; posteriore da 130/90 16 | anteriore da 110/90 16; posteriore da 130/90 16 | anteriore da 110/90 16; posteriore da 130/90 16 |
| Fonte dei dati:                                 | | | | | |

| Caratteristiche tecniche - Kawasaki GPZ 750 '84 | Caratteristiche tecniche - Kawasaki GPZ 750 '84                                                  | Caratteristiche tecniche - Kawasaki GPZ 750 '84                                                  | Caratteristiche tecniche - Kawasaki GPZ 750 '84                                                  | Caratteristiche tecniche - Kawasaki GPZ 750 '84                                                  | Caratteristiche tecniche - Kawasaki GPZ 750 '84                                                  |
| Dimensioni e pesi                               | Dimensioni e pesi                                                                                | Dimensioni e pesi                                                                                | Dimensioni e pesi                                                                                | Dimensioni e pesi                                                                                | Dimensioni e pesi                                                                                |
| ----------------------------------------------- | ------------------------------------------------------------------------------------------------ | ------------------------------------------------------------------------------------------------ | ------------------------------------------------------------------------------------------------ | ------------------------------------------------------------------------------------------------ | ------------------------------------------------------------------------------------------------ |
| Interasse:                                      | Interasse:                                                                                       | Massa a vuoto: in ordine di marcia 242 kg                                                        | Massa a vuoto: in ordine di marcia 242 kg                                                        | Serbatoio: 18 l                                                                                  | Serbatoio: 18 l                                                                                  |
| Meccanica                                       |                                                                                                  |                                                                                                  |                                                                                                  |                                                                                                  |                                                                                                  |
| Tipo motore: Quadricilindrico a 4 tempi         | Tipo motore: Quadricilindrico a 4 tempi                                                          | Tipo motore: Quadricilindrico a 4 tempi                                                          | Tipo motore: Quadricilindrico a 4 tempi                                                          | Raffreddamento: ad aria                                                                          | Raffreddamento: ad aria                                                                          |
| Cilindrata                                      | 739 cm³ (Alesaggio 66 × Corsa 54 mm)                                                             | 739 cm³ (Alesaggio 66 × Corsa 54 mm)                                                             | 739 cm³ (Alesaggio 66 × Corsa 54 mm)                                                             | 739 cm³ (Alesaggio 66 × Corsa 54 mm)                                                             | 739 cm³ (Alesaggio 66 × Corsa 54 mm)                                                             |
| Distribuzione: DOHC                             | Distribuzione: DOHC                                                                              | Distribuzione: DOHC                                                                              | Alimentazione:                                                                                   | Alimentazione:                                                                                   | Alimentazione:                                                                                   |
| Potenza: 87 cv (63.5 kW)) a 9.500 rpm           | Potenza: 87 cv (63.5 kW)) a 9.500 rpm                                                            | Coppia:                                                                                          | Coppia:                                                                                          | Rapporto di compressione:                                                                        | Rapporto di compressione:                                                                        |
| Frizione: multidisco in bagno d'olio            | Frizione: multidisco in bagno d'olio                                                             | Frizione: multidisco in bagno d'olio                                                             | Cambio: sequenziale a 5 marce (sempre in presa)                                                  | Cambio: sequenziale a 5 marce (sempre in presa)                                                  | Cambio: sequenziale a 5 marce (sempre in presa)                                                  |
| Accensione                                      | elettronica TCI                                                                                  | elettronica TCI                                                                                  | elettronica TCI                                                                                  | elettronica TCI                                                                                  | elettronica TCI                                                                                  |
| Trasmissione                                    | a catena                                                                                         | a catena                                                                                         | a catena                                                                                         | a catena                                                                                         | a catena                                                                                         |
| Avviamento                                      | elettrico                                                                                        | elettrico                                                                                        | elettrico                                                                                        | elettrico                                                                                        | elettrico                                                                                        |
| Ciclistica                                      |                                                                                                  |                                                                                                  |                                                                                                  |                                                                                                  |                                                                                                  |
| Sospensioni                                     | Anteriore: forcella teleidraulica / Posteriore: monoammortizzatore con regolazione del precarico | Anteriore: forcella teleidraulica / Posteriore: monoammortizzatore con regolazione del precarico | Anteriore: forcella teleidraulica / Posteriore: monoammortizzatore con regolazione del precarico | Anteriore: forcella teleidraulica / Posteriore: monoammortizzatore con regolazione del precarico | Anteriore: forcella teleidraulica / Posteriore: monoammortizzatore con regolazione del precarico |
| Freni                                           | Anteriore: doppio disco da 260 mm / Posteriore: disco singolo da 260 mm                          | Anteriore: doppio disco da 260 mm / Posteriore: disco singolo da 260 mm                          | Anteriore: doppio disco da 260 mm / Posteriore: disco singolo da 260 mm                          | Anteriore: doppio disco da 260 mm / Posteriore: disco singolo da 260 mm                          | Anteriore: doppio disco da 260 mm / Posteriore: disco singolo da 260 mm                          |
| Pneumatici                                      | anteriore da 110/90 18; posteriore da 130/90 18                                                  | anteriore da 110/90 18; posteriore da 130/90 18                                                  | anteriore da 110/90 18; posteriore da 130/90 18                                                  | anteriore da 110/90 18; posteriore da 130/90 18                                                  | anteriore da 110/90 18; posteriore da 130/90 18                                                  |
| Fonte dei dati:                                 |                                                                                                  |                                                                                                  |                                                                                                  |                                                                                                  |                                                                                                  |

| Caratteristiche tecniche - Kawasaki GPZ 900 | Caratteristiche tecniche - Kawasaki GPZ 900                                                               | Caratteristiche tecniche - Kawasaki GPZ 900                                                               | Caratteristiche tecniche - Kawasaki GPZ 900                                                               | Caratteristiche tecniche - Kawasaki GPZ 900                                                               | Caratteristiche tecniche - Kawasaki GPZ 900                                                               |
| ------------------------------------------- | --- | --- | --- | --- | --- |
|                                             | | | | | |
| Dimensioni e pesi                           | | | | | |
| Interasse:                                  | Interasse:                                                                                                | Massa a vuoto: 228 kg                                                                                     | Massa a vuoto: 228 kg                                                                                     | Serbatoio: 22                                                                                             | Serbatoio: 22                                                                                             |
| Meccanica                                   | | | | | |
| Tipo motore: Quadricilindrico a 4 tempi     | Tipo motore: Quadricilindrico a 4 tempi                                                                   | Tipo motore: Quadricilindrico a 4 tempi                                                                   | Tipo motore: Quadricilindrico a 4 tempi                                                                   | Raffreddamento: a liquido                                                                                 | Raffreddamento: a liquido                                                                                 |
| Cilindrata                                  | 908 cm³ (Alesaggio 72,5 × Corsa 55 mm)                                                                    | 908 cm³ (Alesaggio 72,5 × Corsa 55 mm)                                                                    | 908 cm³ (Alesaggio 72,5 × Corsa 55 mm)                                                                    | 908 cm³ (Alesaggio 72,5 × Corsa 55 mm)                                                                    | 908 cm³ (Alesaggio 72,5 × Corsa 55 mm)                                                                    |
| Distribuzione: DOHC                         | Distribuzione: DOHC                                                                                       | Distribuzione: DOHC                                                                                       | Alimentazione: carburatori Keihin CVK 34                                                                  | Alimentazione: carburatori Keihin CVK 34                                                                  | Alimentazione: carburatori Keihin CVK 34                                                                  |
| Frizione: multidisco in bagno d'olio        | Frizione: multidisco in bagno d'olio                                                                      | Frizione: multidisco in bagno d'olio                                                                      | Cambio: sequenziale a 6 marce (sempre in presa)                                                           | Cambio: sequenziale a 6 marce (sempre in presa)                                                           | Cambio: sequenziale a 6 marce (sempre in presa)                                                           |
| Accensione                                  | elettronica TCI                                                                                           | elettronica TCI                                                                                           | elettronica TCI                                                                                           | elettronica TCI                                                                                           | elettronica TCI                                                                                           |
| Trasmissione                                | a catena                                                                                                  | a catena                                                                                                  | a catena                                                                                                  | a catena                                                                                                  | a catena                                                                                                  |
| Avviamento                                  | elettrico                                                                                                 | elettrico                                                                                                 | elettrico                                                                                                 | elettrico                                                                                                 | elettrico                                                                                                 |
| Ciclistica                                  | | | | | |
| Sospensioni                                 | Anteriore: forcella teleidraulica da 39 mm / Posteriore: monoammortizzatore con regolazione del precarico | Anteriore: forcella teleidraulica da 39 mm / Posteriore: monoammortizzatore con regolazione del precarico | Anteriore: forcella teleidraulica da 39 mm / Posteriore: monoammortizzatore con regolazione del precarico | Anteriore: forcella teleidraulica da 39 mm / Posteriore: monoammortizzatore con regolazione del precarico | Anteriore: forcella teleidraulica da 39 mm / Posteriore: monoammortizzatore con regolazione del precarico |
| Freni                                       | Anteriore: doppio disco / Posteriore: disco singolo                                                       | Anteriore: doppio disco / Posteriore: disco singolo                                                       | Anteriore: doppio disco / Posteriore: disco singolo                                                       | Anteriore: doppio disco / Posteriore: disco singolo                                                       | Anteriore: doppio disco / Posteriore: disco singolo                                                       |
| Pneumatici                                  | anteriore da 120/80 16; posteriore da 150/80 18                                                           | anteriore da 120/80 16; posteriore da 150/80 18                                                           | anteriore da 120/80 16; posteriore da 150/80 18                                                           | anteriore da 120/80 16; posteriore da 150/80 18                                                           | anteriore da 120/80 16; posteriore da 150/80 18                                                           |
| Fonte dei dati:                             | | | | | |

| Caratteristiche tecniche - Kawasaki GPZ 1000 '87 | Caratteristiche tecniche - Kawasaki GPZ 1000 '87                                                          | Caratteristiche tecniche - Kawasaki GPZ 1000 '87                                                          | Caratteristiche tecniche - Kawasaki GPZ 1000 '87                                                          | Caratteristiche tecniche - Kawasaki GPZ 1000 '87                                                          | Caratteristiche tecniche - Kawasaki GPZ 1000 '87                                                          |
| Dimensioni e pesi                                | Dimensioni e pesi                                                                                         | Dimensioni e pesi                                                                                         | Dimensioni e pesi                                                                                         | Dimensioni e pesi                                                                                         | Dimensioni e pesi                                                                                         |
| ------------------------------------------------ | --- | --- | --- | --- | --- |
| Altezze                                          | Sella: 805 mm                                                                                             | Sella: 805 mm                                                                                             | Sella: 805 mm                                                                                             | Sella: 805 mm                                                                                             | Sella: 805 mm                                                                                             |
| Interasse: 1505 mm                               | Interasse: 1505 mm                                                                                        | Massa a vuoto: a vuoto 230 kg, in ordine di marcia 267 kg                                                 | Massa a vuoto: a vuoto 230 kg, in ordine di marcia 267 kg                                                 | Serbatoio: 21 l                                                                                           | Serbatoio: 21 l                                                                                           |
| Meccanica                                        | | | | | |
| Tipo motore: Quadricilindrico a 4 tempi          | Tipo motore: Quadricilindrico a 4 tempi                                                                   | Tipo motore: Quadricilindrico a 4 tempi                                                                   | Tipo motore: Quadricilindrico a 4 tempi                                                                   | Raffreddamento: a liquido                                                                                 | Raffreddamento: a liquido                                                                                 |
| Cilindrata                                       | 997 cm³ (Alesaggio 74 × Corsa 58 mm)                                                                      | 997 cm³ (Alesaggio 74 × Corsa 58 mm)                                                                      | 997 cm³ (Alesaggio 74 × Corsa 58 mm)                                                                      | 997 cm³ (Alesaggio 74 × Corsa 58 mm)                                                                      | 997 cm³ (Alesaggio 74 × Corsa 58 mm)                                                                      |
| Distribuzione: DOHC                              | Distribuzione: DOHC                                                                                       | Distribuzione: DOHC                                                                                       | Alimentazione:                                                                                            | Alimentazione:                                                                                            | Alimentazione:                                                                                            |
| Potenza: 125 CV (91.2 kW)) a 9.500 rpm           | Potenza: 125 CV (91.2 kW)) a 9.500 rpm                                                                    | Coppia:                                                                                                   | Coppia:                                                                                                   | Rapporto di compressione:                                                                                 | Rapporto di compressione:                                                                                 |
| Frizione: multidisco in bagno d'olio             | Frizione: multidisco in bagno d'olio                                                                      | Frizione: multidisco in bagno d'olio                                                                      | Cambio: sequenziale a 6 marce (sempre in presa)                                                           | Cambio: sequenziale a 6 marce (sempre in presa)                                                           | Cambio: sequenziale a 6 marce (sempre in presa)                                                           |
| Accensione                                       | elettronica TCI                                                                                           | elettronica TCI                                                                                           | elettronica TCI                                                                                           | elettronica TCI                                                                                           | elettronica TCI                                                                                           |
| Trasmissione                                     | a catena                                                                                                  | a catena                                                                                                  | a catena                                                                                                  | a catena                                                                                                  | a catena                                                                                                  |
| Avviamento                                       | elettrico                                                                                                 | elettrico                                                                                                 | elettrico                                                                                                 | elettrico                                                                                                 | elettrico                                                                                                 |
| Ciclistica                                       | | | | | |
| Sospensioni                                      | Anteriore: forcella teleidraulica da 40 mm / Posteriore: monoammortizzatore con regolazione del precarico | Anteriore: forcella teleidraulica da 40 mm / Posteriore: monoammortizzatore con regolazione del precarico | Anteriore: forcella teleidraulica da 40 mm / Posteriore: monoammortizzatore con regolazione del precarico | Anteriore: forcella teleidraulica da 40 mm / Posteriore: monoammortizzatore con regolazione del precarico | Anteriore: forcella teleidraulica da 40 mm / Posteriore: monoammortizzatore con regolazione del precarico |
| Freni                                            | Anteriore: doppio disco da 280 mm / Posteriore: disco singolo da 260 mm                                   | Anteriore: doppio disco da 280 mm / Posteriore: disco singolo da 260 mm                                   | Anteriore: doppio disco da 280 mm / Posteriore: disco singolo da 260 mm                                   | Anteriore: doppio disco da 280 mm / Posteriore: disco singolo da 260 mm                                   | Anteriore: doppio disco da 280 mm / Posteriore: disco singolo da 260 mm                                   |
| Pneumatici                                       | anteriore da 120/80 16; posteriore da 150/80 16                                                           | anteriore da 120/80 16; posteriore da 150/80 16                                                           | anteriore da 120/80 16; posteriore da 150/80 16                                                           | anteriore da 120/80 16; posteriore da 150/80 16                                                           | anteriore da 120/80 16; posteriore da 150/80 16                                                           |
| Fonte dei dati:                                  | | | | | |

| Caratteristiche tecniche - Kawasaki GPZ 1100                       | Caratteristiche tecniche - Kawasaki GPZ 1100                                                                               | Caratteristiche tecniche - Kawasaki GPZ 1100                                                                               | Caratteristiche tecniche - Kawasaki GPZ 1100                                                                               | Caratteristiche tecniche - Kawasaki GPZ 1100                                                                               | Caratteristiche tecniche - Kawasaki GPZ 1100                                                                               |
| ------------------------------------------------------------------ | --- | --- | --- | --- | --- |
|                                                                    | | | | | |
| Dimensioni e pesi                                                  | | | | | |
| Altezze                                                            | Sella: 790 mm | Sella: 790 mm | Sella: 790 mm | Sella: 790 mm | Sella: 790 mm |
| Interasse: 1510 mm                                                 | Interasse: 1510 mm | Massa a vuoto: a vuoto 242 kg, in ordine di marcia 266 kg                                                                  | Massa a vuoto: a vuoto 242 kg, in ordine di marcia 266 kg                                                                  | Serbatoio: 20 , dal '95 22 l                                                                                               | Serbatoio: 20 , dal '95 22 l                                                                                               |
| Meccanica                                                          | | | | | |
| Tipo motore: Quadricilindrico a 4 tempi                            | Tipo motore: Quadricilindrico a 4 tempi                                                                                    | Tipo motore: Quadricilindrico a 4 tempi                                                                                    | Tipo motore: Quadricilindrico a 4 tempi                                                                                    | Raffreddamento: ad aria | Raffreddamento: ad aria |
| Cilindrata                                                         | 1089 cm³, dal '95 1.052 cm³ (Alesaggio 72,5, dal '95 76 × Corsa 66, dal '95 58 mm)                                         | 1089 cm³, dal '95 1.052 cm³ (Alesaggio 72,5, dal '95 76 × Corsa 66, dal '95 58 mm)                                         | 1089 cm³, dal '95 1.052 cm³ (Alesaggio 72,5, dal '95 76 × Corsa 66, dal '95 58 mm)                                         | 1089 cm³, dal '95 1.052 cm³ (Alesaggio 72,5, dal '95 76 × Corsa 66, dal '95 58 mm)                                         | 1089 cm³, dal '95 1.052 cm³ (Alesaggio 72,5, dal '95 76 × Corsa 66, dal '95 58 mm)                                         |
| Distribuzione: DOHC                                                | Distribuzione: DOHC | Distribuzione: DOHC | Alimentazione: | Alimentazione: | Alimentazione: |
| Potenza: 120 CV a 8.750 rpm, dal '95 129 CV (96,2 kW)) a 9.500 rpm | Potenza: 120 CV a 8.750 rpm, dal '95 129 CV (96,2 kW)) a 9.500 rpm                                                         | Coppia: | Coppia: | Rapporto di compressione:                                                                                                  | Rapporto di compressione:                                                                                                  |
| Frizione: multidisco in bagno d'olio                               | Frizione: multidisco in bagno d'olio                                                                                       | Frizione: multidisco in bagno d'olio                                                                                       | Cambio: sequenziale a 5 marce (sempre in presa), dal '95 a 6 marce                                                         | Cambio: sequenziale a 5 marce (sempre in presa), dal '95 a 6 marce                                                         | Cambio: sequenziale a 5 marce (sempre in presa), dal '95 a 6 marce                                                         |
| Accensione                                                         | elettronica CDI | elettronica CDI | elettronica CDI | elettronica CDI | elettronica CDI |
| Trasmissione                                                       | a catena | a catena | a catena | a catena | a catena |
| Avviamento                                                         | elettrico | elettrico | elettrico | elettrico | elettrico |
| Ciclistica                                                         | | | | | |
| Sospensioni                                                        | Anteriore: forcella teleidraulica da 37 mm, dal 95 da 41 mm / Posteriore: monoammortizzatore con regolazione del precarico | Anteriore: forcella teleidraulica da 37 mm, dal 95 da 41 mm / Posteriore: monoammortizzatore con regolazione del precarico | Anteriore: forcella teleidraulica da 37 mm, dal 95 da 41 mm / Posteriore: monoammortizzatore con regolazione del precarico | Anteriore: forcella teleidraulica da 37 mm, dal 95 da 41 mm / Posteriore: monoammortizzatore con regolazione del precarico | Anteriore: forcella teleidraulica da 37 mm, dal 95 da 41 mm / Posteriore: monoammortizzatore con regolazione del precarico |
| Freni                                                              | Anteriore: doppio disco da 236 mm (dal '95 300 mm) / Posteriore: disco singolo da 236 mm (dal '95 250 mm)                  | Anteriore: doppio disco da 236 mm (dal '95 300 mm) / Posteriore: disco singolo da 236 mm (dal '95 250 mm)                  | Anteriore: doppio disco da 236 mm (dal '95 300 mm) / Posteriore: disco singolo da 236 mm (dal '95 250 mm)                  | Anteriore: doppio disco da 236 mm (dal '95 300 mm) / Posteriore: disco singolo da 236 mm (dal '95 250 mm)                  | Anteriore: doppio disco da 236 mm (dal '95 300 mm) / Posteriore: disco singolo da 236 mm (dal '95 250 mm)                  |
| Pneumatici                                                         | anteriore da 110/90 18; posteriore da 130/90 17, dal '95 anteriore da 120/70 18; posteriore da 170/60 17                   | anteriore da 110/90 18; posteriore da 130/90 17, dal '95 anteriore da 120/70 18; posteriore da 170/60 17                   | anteriore da 110/90 18; posteriore da 130/90 17, dal '95 anteriore da 120/70 18; posteriore da 170/60 17                   | anteriore da 110/90 18; posteriore da 130/90 17, dal '95 anteriore da 120/70 18; posteriore da 170/60 17                   | anteriore da 110/90 18; posteriore da 130/90 17, dal '95 anteriore da 120/70 18; posteriore da 170/60 17                   |
| Fonte dei dati:                                                    | | | | | |